# وتنسیرر
وتنسیرر (به لاتین: Vatnsoyrar) یک زیستگاه انسانی در جزایر فارو است که در Vága Municipality واقع شده‌است.

## خصوصیات
وتنسیرر ۵۶ نفر جمعیت دارد.